# Mahmud Paša Anđelović
Mahmud Paša Anđelović (turško Veli Mahmud Paşa, srbsko Махмуд-паша Анђеловић/Mahmud-paša Anđelović) je bil od leta 1456 do 1466 in ponovno 1472 do 1474 veliki vezir Osmanskega cesarstva. Bil je tudi pesnik, ki je pod psevdonimom Adni pisal v perzijskem in turškem jeziku, * 1420, Novo Brdo, Srbski despotat, † 1474, Konstantinopel, Osmansko cesarstvo. 
Rojen je bil v Srbiji kot potomec bizantinske vladarske družine Angelos, ki se je v Srbijo priselila  leta 1394 iz Tesalije. Kot otroka so ga kot krvni davek ugrabili in v Edirnu spreobrnili v islam. Poročen je bil s hčerko sultana Mehmeda II. Bil je sposoben vojak, ki se je izkazal med obleganjem Beograda leta 1456 in bil zato nagrajen s položajem velikega vezirja. Na tem položaju je nasledil Zagan Pašo. Med svojim službovanjem je poveljeval osmanski vojski, spremljal sultana na vojnih pohodih ali jih sam vodil.

## Sklic
1. ↑  Stavrides, Théoharis (2001). The Sultan of Vezirs: The Life and Times of the Ottoman Grand Vezir Mahmud Pasha Angelovic (1453–1474). Leiden : Brill. ISBN 978-90-04-12106-5.